# Тимофеев, Егор Андреевич
Его́р Андре́евич Тимофе́ев (род. 14 апреля 1976 года, Ленинград) — российский композитор, поэт, исполнитель, музыкант, актер, мультипликатор, автор и основатель группы «МультFильмы».

## Биография
Егор Тимофеев окончил педагогический институт им. А. Герцена по специальности «историк».
В 1993 году собрал свою первую музыкальную группу «The Ears». Датой оформления группы и начала её выступлений можно считать 1997 год. Тогда появляются первые песни, которые впоследствии будут играть «МультFильмы».
Некоторое время группа существует как «Глубоководные чудеса», пока в 1998 году не останавливается на названии «МультFильмы» (писать латинскую «F» в названии группы Егор якобы придумал для упрощения её поиска в Интернете). В течение нескольких лет группа становится явлением российского масштаба, ротируется на радиостанциях и телевидении, выступает на престижных фестивалях. В 2003 году из группы уходит клавишник Виктор Новиков, а активность «МультFильмов» идёт на спад. В конце декабря 2004 года, выходит четвёртый альбом «С4астье», который по мнению критиков стал во многом самоповтором. На этом альбоме впервые прозвучала в конце одна песня не Е.Тимофеева, а гитариста Е. Лазаренко - "Съемочный день", в которой партию основного вокала также исполняет Евгений Лазаренко.
В 2004 году Егор Тимофеев записывает сольный альбом «Пентагон», в котором сам играет практически на всех инструментах. В одной из песен альбома ему помогает лидер известной в то время группы «Сегодняночью» Никита Козлов.
В 2019 году выходит сингл "В ритме города" и обновляется состав группы Мультfильмы
8 февраля 2023 года состоялся релиз нового альбома «F либо А».
14 мая 2024 года вышел сингл "Артист"

## Фильмография
- 2005 — Здравствуйте, мы ваша крыша — курьер.
- 2006 — Убойная сила-6, серия «Право на защиту» — Брилёв.

## Дискография
- 2000 — МультFильмы (переиздания: 2004, 2013)
- 2000 — Stereoсигнал (макси-сингл)
- 2002 — Суперприз
- 2002 — Витамины
- 2003 — Музыка звёзд и арктических станций
- 2003 — The Best
- 2004 — Пентагон (сольный альбом)
- 2004 — С4астье
- 2006 — Бумажный кот
- 2006 — Дивные дуэты
- 2007 — Романтика-2 (официально вышел 14 апреля 2019)
- 2019 — Лучшее и неизданное
- 2019 — В ритме города (сингл )
- 2023 — F либо A
- 2024 — Артист (сингл )
- 2024 — Подари (сингл)
- 2024 — Шах-мат (сингл)